# Doktryna polityczna
Doktryna polityczna – wynikający z danej ideologii uporządkowany zbiór poglądów na życie polityczne danego społeczeństwa z zagadnieniami władzy i ustroju państwa na czele.
Przedmiotem doktryn politycznych są poglądy na istotę, organizację i funkcję państwa oraz koncepcje zasad współżycia pomiędzy ludźmi.
Zawiera wskazania teoretyczne i praktyczne, jak zrealizować te poglądy w określonym czasie i przestrzeni. Jest instrumentalną wersją ideologii i zbiorem poglądów określających przebieg i cel działań wyraźnie określonych w czasie i przestrzeni. 
Stanowi konkretyzację systemu ideologicznego ideologia - doktryna polityczna - program polityczny.

## Badania nad doktrynami
Doktrynami politycznymi zajmują się dziedziny naukowe z pogranicza politologii, prawa i historii, takie jak historia doktryn politycznych (historia doktryn politycznych i prawnych), historia teorii politycznych, myśli politycznej, filozofii politycznej, a nawet historia idei politycznych szerzej traktująca przedmiot badań.
Na uczelniach wykłada się historię doktryn politycznych; od strony teoretycznej doktryny są też przedmiotem zainteresowania nauki o państwie i polityce.

## Podział doktryn politycznych
- doktryna rewolucyjna
- doktryna konserwatywna
- doktryna reformistyczna
- doktryna reakcyjna
- doktryna utopijna
- doktryna prognostyczna
- doktryny elitarne
- doktryny egalitarne
- makiawelizm